# 帝王毛氈苔
帝王毛氈苔（學名：Drosera regia），又稱皇帝毛氈苔，英文名是King Sundew，是茅膏菜屬的一種食肉植物，僅存於南非山谷中的特有種。其屬名「Drosera」源於希臘文的「droseros」，意思是「披覆著露珠」。種小名「regia」源自於拉丁文，意思是「王室的」，取自於它「顯眼的外形」。一片葉子最長可達70 cm（28英寸）。它有許多在其他茅膏菜屬找不到的孑遺特徵，包括木質根、有蓋花粉、花莛生長時缺乏環狀芽型。根據這些型態特徵以及分子資料，利用親緣分析這些因子，得到帝王毛氈苔擁有一些茅膏菜屬中較古老的特徵的證據。其中的一些因子與捕蠅草 (Dionaea muscipula)有共享性的關聯，顯示兩物種在演化上的關聯密切。
覆蓋著觸手的葉子可以捕獲大型獵物，如甲蟲、飛蛾、蝴蝶。所有茅膏菜屬在葉子表面上的觸手都有特化的腺體，可以產生黏稠的黏液。因為它的葉子會彎曲環繞以捕獲獵物，所以是積極的捕蠅陷阱。在它的原棲地凡波斯，它必須與沼澤草和矮小的常綠灌木競爭棲息空間。目前已知帝王毛氈苔在高海拔地區幾乎已雜草叢生，基本上已經滅絕。在低海拔地區估計約有50株成株，在野外已受到滅絕的威脅，因此它已是茅膏菜屬中最瀕危的物種。帝王毛氈苔通常被食肉植物愛好者栽植，其栽培品種也己被登記。

## 形態特徵

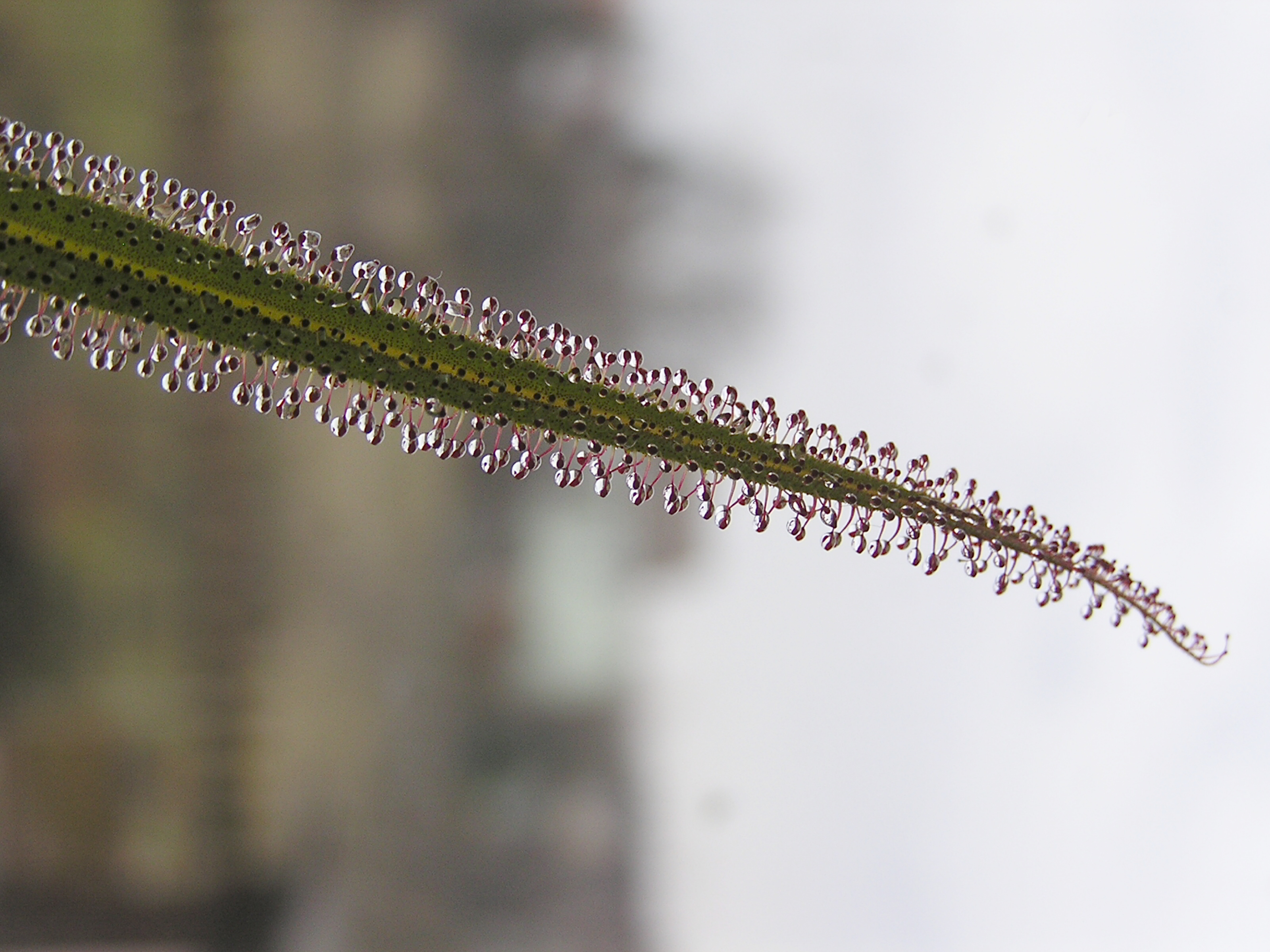
葉子的特寫

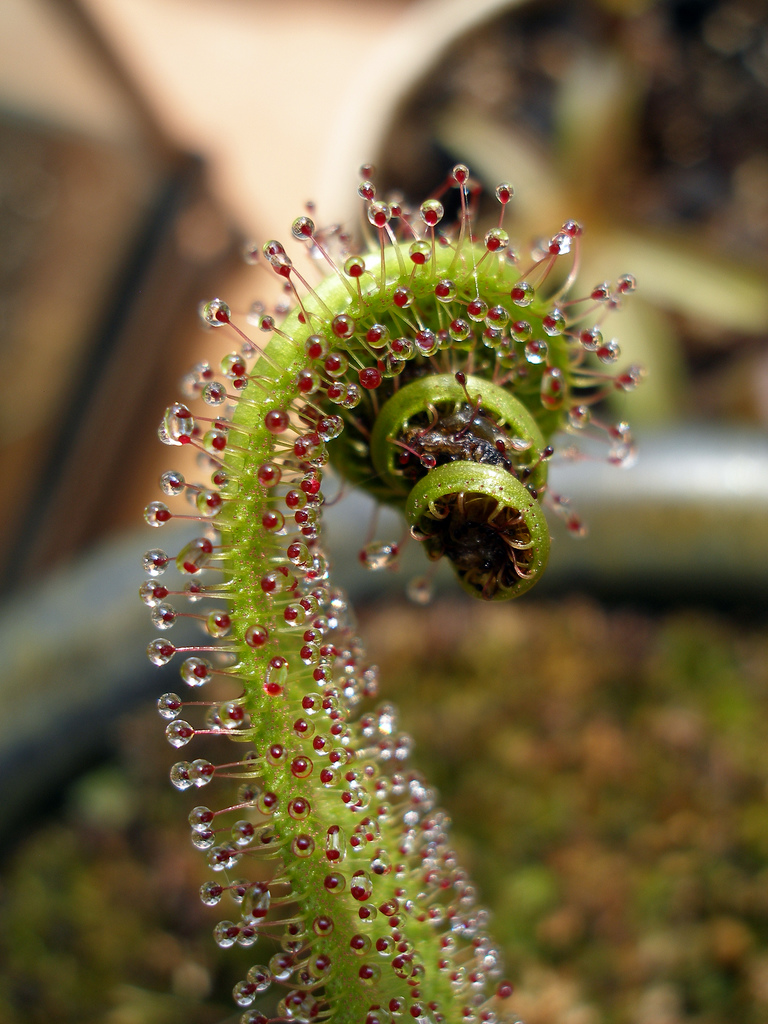
捲曲葉子以捕食獵物

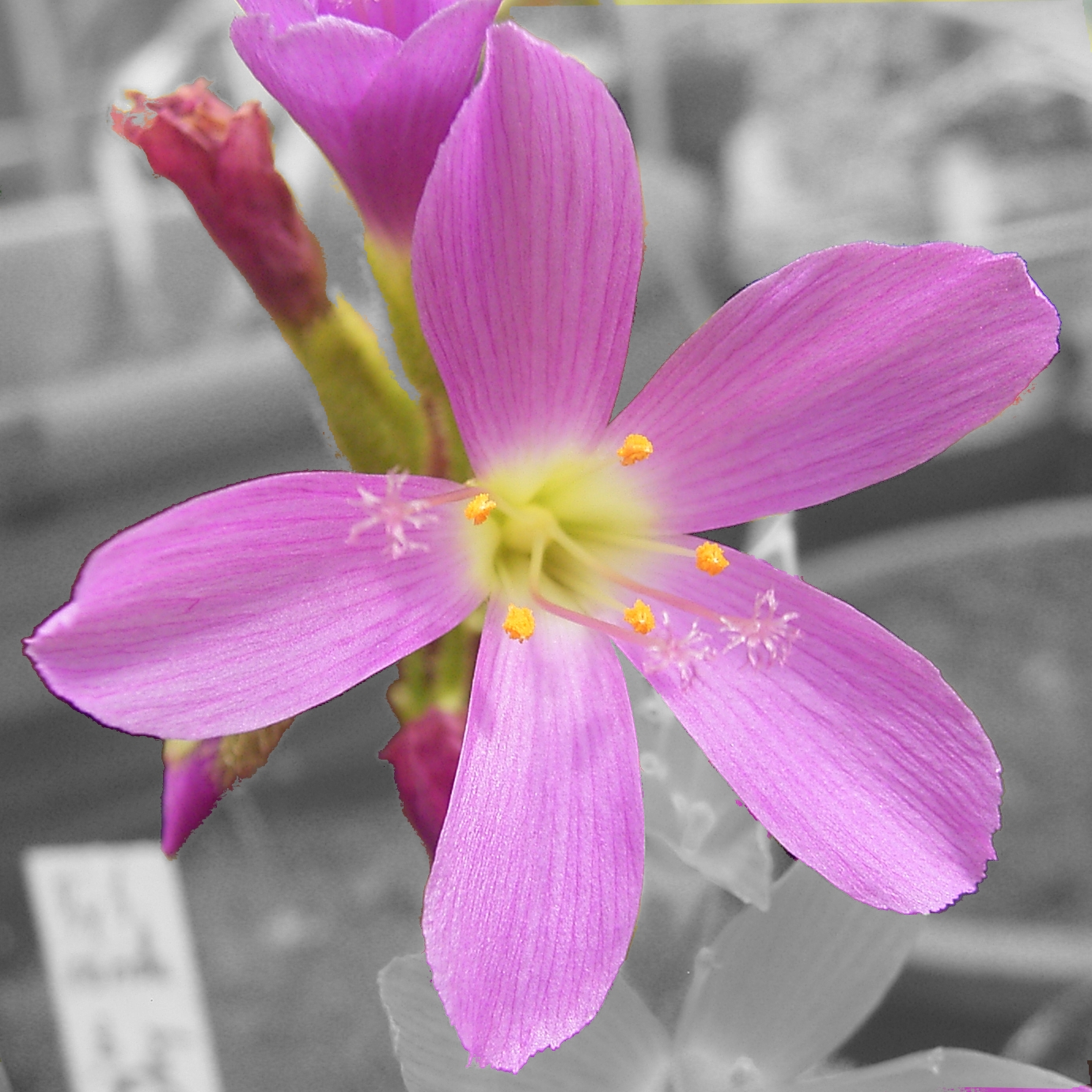
Drosera regia的花有五片輻射對稱的花瓣,五枚直立的雄蕊和三枚雌蕊群

帝王毛氈苔是植株相當大的草本植物，它有水平生長的木質根和如皇冠狀生長的巨大線形葉片(最長可達70 cm（28英寸），最寬2 cm（0.8英寸）)。 狹長的葉片表面上幾乎長滿了擁有腺體(觸手)的葉子。這些葉子沒有叶柄和托葉，由環狀芽（逐漸變直）形成，並逐漸變細成絲狀的點。觸手和葉子可以利用腺體產生的黏液和向被掉入陷阱的昆蟲捲曲以捕獲獵物。葉子甚至能夠重覆折疊數次。每片葉子能擁有成千上萬的觸手，可在葉子緊緊環繞著捕獲的昆蟲時牢牢的黏附其上，以幫助保留較大的獵物。在它的原棲地，帝王毛氈苔可以捕獲體型大的甲蟲、蛾和蝴蝶。在寒冷的季節，它會進入休眠狀態，並形成由緊簇短小幼葉組成的休眠芽。十月至四月是它的典型生長季節，在7月中旬開始脫離休眠狀態，但這時間是變動的，它也能全年都不進入休眠期。個別葉片枯死，但仍附著在主莖上，在植物底部可以找到累積數年枯死變黑的葉片。
木質根是罕見的特徵之一，該屬中只有D. arcturi也擁有這個特徵; 所有其他的茅膏菜屬物種都沒有木質根，這現象被用來作為是帝王毛氈苔和D. arcturi的演化證據。 帝王毛氈苔也有相對稍厚的肉質根系，根毛沿著末端15 cm（6英寸）生長。從地下莖和根生長出來的新植株開花後，成熟植株通常會開始無性生殖。火災後保存完好的根系往往會重新萌發成新的植株。
帝王毛氈苔的花期約在一月到二月，花莛長達 40 cm（16英寸）。它的葉子和除D. arcturi之外的所有其他茅膏菜屬的花莛都是垂直芽型，而非環狀芽型。花莛有兩個主分支並綻開5到20朵（有時可達30朵）無香氣的粉紅色花朵，花瓣長約2—3 cm（0.8—1.2英寸）。它的花苞很小，上面有一些小型的觸手。每朵花有三枚分枝，子房頂端有展開的雌蕊群，長度突出的5枚直立的雄蕊(長約15 mm（1英寸）)圍繞著子房。這樣的安排，最大限度地減少自體受粉的機會。有研究指出, 有蓋子的花粉為四顆聚成一團 (四顆花粉粒成一組), 此特徵和捕蠅草與囊泡貉藻相似；與選殖不同處在於，植物在自體受粉後不會產生種子。種子呈深褐色或黑色，有線性和細密的網狀紋路，長2毫米，直徑0.5毫米。種子在三月底前就會脫落。
木質根、未分離的雌蕊群，和有蓋子的花粉這些罕見的特徵可以讓它輕易的與同屬中其他物種做區別。帝王毛氈苔與塔斯馬尼亞州的強勢物種 D. arcturi的共有特徵，包括托葉和葉柄的缺乏和非環狀生長的花莖。
帝王毛氈苔染色體數的染色體倍性為2n = 34，在茅膏菜屬中是罕見的，卻與茅膏菜科另一分支——捕蠅草(Dionaea muscipula)的染色體的染色體倍性相近。在許多研究中指出，捕蠅草屬的染色體計數為n= 30、32和33。在茅膏菜物種已知的染色體計數中，多為x = 10的倍數。依據核型的一個廣泛性研究，植物學家Fernando Rivadavia認為，本屬的基本染色體數目為2n= 20，許多茅膏菜屬的物種都是這個數目，例如分布廣泛的圓葉茅膏菜。例外物種包含澳洲、紐西蘭和東南亞的茅膏菜，染色體計數的範圍從2n = 6 到 64。

## 分佈及棲息地
帝王毛氈苔是南非特有種，目前只發現分佈於南非Wellington西岬附近的Bainskloof山脈，分佈高度各為500和900米（1,600和3,000英尺）。儘管己進行了廣泛的探索，在其他鄰近山谷的類似位置裡，還未發現帝王毛氈苔的存在。在形態上的一些小變化，如寬大的葉子限制了在一個幾百平方公尺的範圍中只能有兩個植株存在。帝王毛氈苔亦分布於凡波斯的野原中，混生於茂密的沼澤植物間。凡波斯的環境類似於低等灌叢或石楠荒原生長的棲地，植被以低等常綠灌木為主。
發現帝王毛氈苔的低海拔地點的特徵是永久潮濕的土壤，主要由來自河床的礫石組成的階地。它生長的土質為泥炭石英砂，地表經常覆蓋著礫石。成株的地下莖在有礫石層時會被覆蓋在地表下，若沒有礫石層時則會露出地表而且有小草和莎草。相關的植被包含白千層、莎草科、鳶尾科和帚燈草科植物。帝王毛氈苔的棲地依賴定期的火災以清除阻礙它生長的大型植物。山谷中很少結霜。

### 保護狀況
植物學家Andreas Fleischmann在2009年報告了2006年的行程，他指出由於高海拔地區帚燈草科植物過度生長，因此找不到任何帝王毛氈苔生長的證據。海拔較低的地區也是類似的情形，但他記錄了約50個這個瀕危的茅膏菜屬物種的成株。雖然帝王毛氈苔目前並未被國際自然保護聯盟（IUCN）評估列入IUCN紅色名錄中，但國際食肉植物協會已將帝王毛氈苔列為瀕危肉食植物清單中。帝王毛氈苔在IUCN的1997年報告中被列為罕見等級。，但這些早期的評估通常缺少證據，因此目前已不可靠。其他一些作者已確認帝王毛氈苔在野外是多麼罕見，甚至認為是瀕臨滅絕。

## 分類學和植物學史
帝王毛氈苔最初是由南非的植物學家Edith Layard Stephens於1926年所記述。帝王毛氈苔的屬名是源於希臘語的droseros，意思是“披覆著露珠”，而種名regia則是拉丁語的"royal"，據Stephens所述是取自它"驚人的外觀"。帝王毛氈苔通常被認為是茅膏菜之王。這個新物種的發現者J. Rennie先生通知了Stephens，在1923年的“復活節”他已在"Baviaans峽谷"的溪流上游發現了幾種植物。其他標本位於該地點的正上方-南峰頂與觀測點之間的高原上。1926年，第二個群落在維特河的源頭附近約6.5 km（4 mi）被發現，遠低於Slanghoek的山頂。
Stephens 將帝王毛氈苔歸類於Psychophila Planch.，在當時這個組別包括了亞瑟毛氈苔、D. stenopetala和D. uniflora，她指出，在這個組別中許多花的花序是罕見的。1970年，南非植物學家 Anna Amelia Obermeyer建議，帝王毛氈苔不適合歸類於路德維希·迪爾斯1906年的專論中所做的分類中。她指出一套帝王毛氈苔有別於其他茅膏菜屬的獨特特徵：有蓋子的花粉、環狀芽型、未分離的雌蕊群和木質根。1994年，Rüdiger Seine 和 Wilhelm Barthlott提出將帝王毛氈苔單獨歸類於一個新的亞屬 - Drosera subg. Regiae，便可以得到足以識別帝王毛氈苔有別於其他茅膏菜屬的分類位置。這個分類觀點，在Jan Schlauer於1996年發表的二分法關鍵(dichotomous key)與分類修正中獲得肯定。同在1996年，Jindřich Chrtek和Zdeňka Slavíková，建議將帝王毛氈苔修正到單種屬-Freatulina，與其他茅膏菜屬物種做區別。Chrtek和Slavíková引用了許多帝王毛氈苔和其他茅膏菜屬物種間的形態差異來支持他們的論點。他們在1999年的文章中重申他們的分類主張，將塊莖的茅膏菜屬物種分類到亞屬Ergaleium，在萊曼的復甦屬植物Sondera之下。但是，這些分類修正的主張都未獲得支持，在這個屬最近的刊物中被否決或很大程度上忽視。

### 演化關係
形態特徵和基因序列的親緣關係學 已支持了一個長久以來一直被懷疑的觀點：帝王毛氈苔是基礎物種；帝王毛氈苔常被認為是現存所有分類單元(extant )中最古老的茅膏菜屬物種。其突出的形態和獨特的孑遺特徵，這些特徵可能和其他有共同起源的茅膏菜屬物種共享，例如有蓋子的花粉，因此早期的研究者認為它是該屬中古老的物種。最早的支序分類分析以rbcL(或 RuBisCO)為基礎，而且形態學上的資料均證實了這些假定和想法，即“帝王毛氈苔”和所有其他已調查的茅膏菜屬物種是支序分類學上的姊妹關係，與捕蠅草則和所有茅膏菜屬物種成姊妹群關係。2002年所做的進一步分析是以nDNA 18S rDNA, 色素體 DNA (rbcL, matK, atpB),和形態學數據證實了這些關係，支持帝王毛氈苔是茅膏菜屬中的基礎物種和它與茅膏菜屬、貉藻屬間的密切關係。在2003年新的分析顯示帝王毛氈苔與亞瑟毛氈苔間的密切關係，它們都是所有其他茅膏菜屬物種的基礎物種，亞瑟毛氈苔提供了帝王毛氈苔與所有其他茅膏菜屬間的關係連結。
分子系統學上的證據顯示貉藻屬與捕蠅草屬的"夾擊式陷阱"的演化來自帝王毛氈苔那樣的沾黏式陷阱。分子和生理學上的數據意味著捕蠅草(Dionaea)與貉藻屬的"夾擊式陷阱"和帝王毛氈苔的沾黏式陷阱的演化來自共同的祖先；茅膏菜屬和捕蠅草屬間的關係的現存證據就是帝王毛氈苔與其殘留的特徵。在這個演化模型中，在幾種茅膏菜屬中已找到演化成夾擊陷阱前的特徵，例如快速捲動的葉子和觸手的運動。該模型提出夾擊式陷阱的食蟲植物由沾黏式陷阱的茅膏菜屬演化而來，以增大捕獲獵物的體型。較大的獵物能輕易的從沾黏式陷阱的黏液中逃脫，夾擊式陷阱的演化則大大的降低逃脫機會和防止"劫掠之食"(kleptoparasitism，偷取食蟲植物捕獲但未消化的獵物)。

## 種植

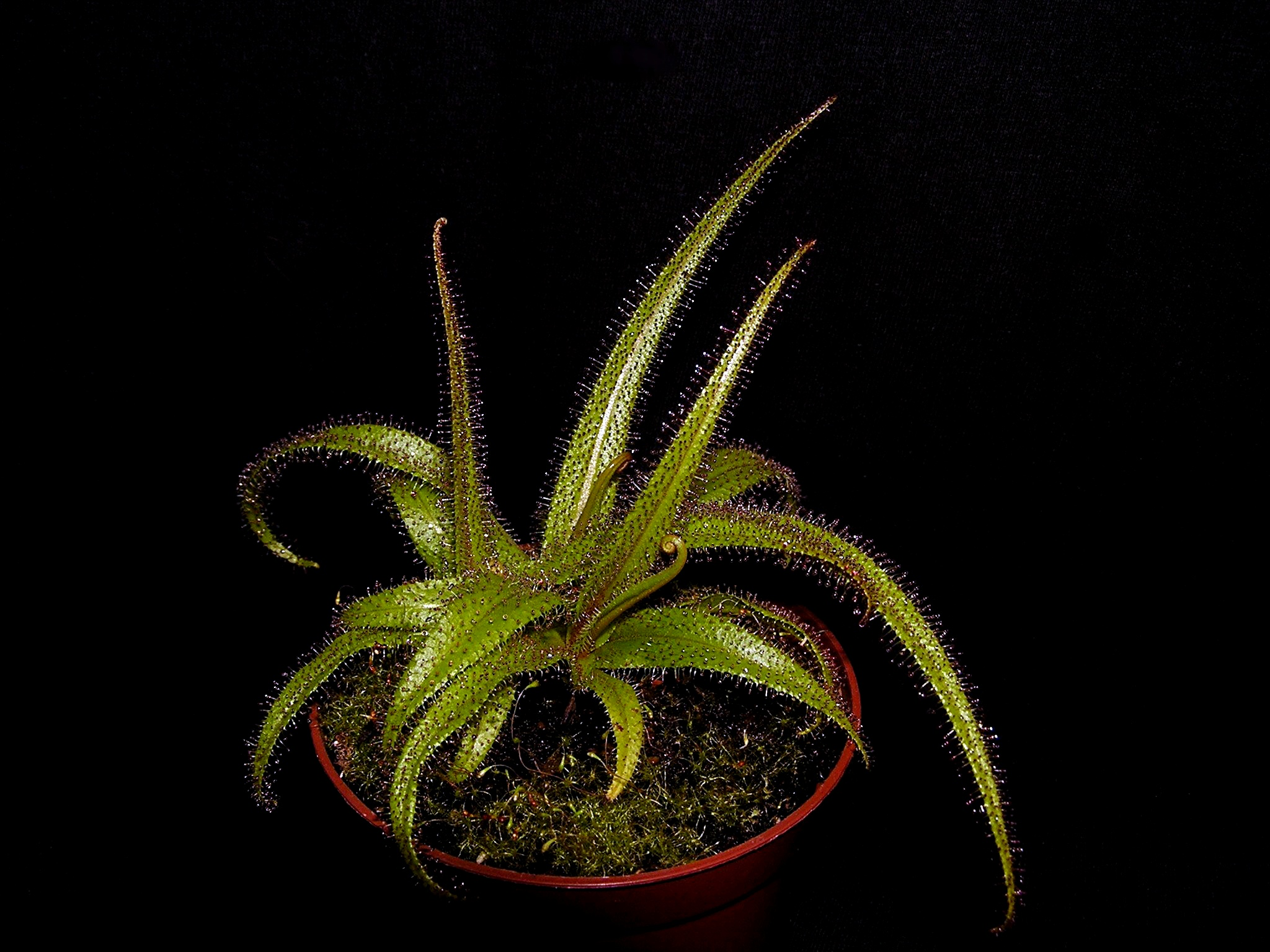
種植在盆栽中的帝王毛氈苔

首次栽植帝王毛氈苔的嘗試，在1926年正式的調查報告發表之前。植物學家伊迪絲‧萊亞德‧斯蒂芬斯，記述成功的栽植帝王毛氈苔需要潮濕和相對低溫的環境，和它的原生環境相仿。
雖然現在的報告指出其種植條件可以達成些許的成功，但帝王毛氈苔仍常常被認為是一種難以栽植的物種，最佳的生長環境包括：排水良好的土壤、充足的光線加上稍涼的氣溫。日暖夜涼的環境可以促進其生長茁壯。無性生殖的做法不是用葉片而是用根的切片扦插，通常在腐爛前根便可形成。新鮮的種子萌芽期約10天～3或4週，比其他許多茅膏菜物種短。發芽型態是phanerocotylar (非腺形子葉，不被種子覆蓋），第一片真葉即以葉序排列。
2004年，威廉·約瑟夫·克萊門斯登記了帝王毛氈苔的唯一栽培品種——“大易”。它被認為比其他同物種的複製植株長得更茁壯，而且長著非常茂密的葉子，葉子最長可達23 cm（9英寸）。在他的培養條件下，“大易”從來不開花或休眠。克萊門斯從2000年舉行的國際食蟲植物協會會議中的供應商取得這株帝王毛氈苔。在充分調查後，他在2004年的《食蟲植物通訊》上登記了這個新的栽培品種，該季刊由國際食蟲植物協會發行。

## 外部連結
维基共享资源上的相關多媒體資源：帝王毛氈苔
 維基物種上的相關：帝王毛氈苔